# Zootopia 2
Zootopia 2 (intitulado Zootropolis 2 ou Zoomania 2 em outras regiões; bra: Zootopia 2) é um futuro filme de animação digital do gênero comédia de aventura americano produzido pela Walt Disney Animation Studios e distribuído pela Walt Disney Studios Motion Pictures. Sendo sequência de Zootopia (2016), o filme é dirigido e escrito por Jared Bush, com Byron Howard como codiretor, e Ginnifer Goodwin e Jason Bateman reprisando seus papeis do primeiro filme.
Zootopia 2 está previsto para ser lançado nos Estados Unidos em 26 de novembro de 2025.

## Elenco
- Ginnifer Goodwin como Judy Hopps.[2]
- Jason Bateman como Nick Wilde.[3]
- Ke Huy Quan como Gary, uma cobra perseguida por Nick e Judy.[4]

## Produção
Em junho de 2016, os diretores de Zootopia, Byron Howard e Rich Moore, falaram sobre a possibilidade de uma sequência do filme. Em fevereiro 2023, o CEO da Disney, Bob Iger, anunciou que uma sequência do filme estava em desenvolvimento. No mesmo dia, o roteirista e codiretor Jared Bush confirmou que estava trabalhando no filme como diretor e escritor, enquanto Josie Trinidad, que atuou como chefe de história do primeiro filme com Jim Reardon, foi confirmada como codiretora. Ginnifer Goodwin, dubladora de Judy, disse ao CinemaBlend que gostaria de ver uma inversão de papéis entre Judy e Nick na sequência: “Eu gostaria que Nick fosse o único a convencer Judy de que vale a pena lutar pelo mundo”, disse ela. Jason Bateman, que dá voz a Nick, também contou ao CinemaBlend sobre sua ideia para a sequência. “Nós dois [Nick e Judy] arrasamos lá fora. Limpando as ruas. Somos alguns policiais novos por aí. Então, bandidos, estejam avisados”, disse ele.
Em abril de 2024, Goodwin confirmou no Instagram que começou a gravar suas falas para o filme.

## Lançamento
Zootopia 2 está agendado para ser lançado em 26 de novembro de 2025 nos Estados Unidos, pela Walt Disney Studios Motion Pictures.
Será lançado nos cinemas brasileiros um dia após seu lançamento nos Estados Unidos, no dia 27 de novembro de 2025.